# Exerodonta
Exerodonta és un gènere de granotes de la família dels hílids.

## Taxonomia
- Exerodonta abdivita
- Exerodonta bivocata
- Exerodonta catracha
- Exerodonta chimalapa
- Exerodonta juanitae
- Exerodonta melanomma
- Exerodonta perkinsi
- Exerodonta pinorum
- Exerodonta smaragdina
- Exerodonta sumichrasti
- Exerodonta xera